# جنگ فرانسه و ترکیه
جنگ فرانسه و ترکیه (Franco-Turkish War) معروف به نبرد کیلیکیه (به فرانسوی: La campagne de Cilicie) در فرانسه و به عنوان جبهه جنوبی (ترکی: Güney Cephesi) طی جنگ استقلال ترکیه، مجموعه‌ای از نبردها از دسامبر ۱۹۱۸ تا اکتبر ۱۹۲۱ بود که میان قوای فرانسه (نیروهای استعماری فرانسه به همراه لژیون ارمنی فرانسه) و نیروهای ملی ترکیه (به رهبری دولت موقت ترکیه پس از ۴ سپتامبر ۱۹۲۰) به عنوان بخشی از پیامدهای جنگ جهانی اول روی داد. علاقه فرانسه به این منطقه ناشی از توافق‌نامه سایکس–پیکو و بازگشت پناهندگان ارمنی نسل‌کشی ارامنه به خانه‌های خود بود.